# Ademir Santos
Ademir Santos (三渡洲 アデミール, Santos Ademir) est un footballeur brésilien naturalisé japonais né le 28 mars 1968 dans la Bahia au Brésil.